# Tourterelle des Philippines
Streptopelia dusumieri
Espèce
Statut de conservation UICN

VU : Vulnérable
La Tourterelle des Philippines (Streptopelia dusumieri) est une espèce de passereaux de la famille des Columbidae.
Elle se répand à travers l'archipel des Philippines.
Son épithète spécifique lui a été donné en l'honneur de Jean-Jacques Dussumier (1792-1883).